# Pembroketischchen

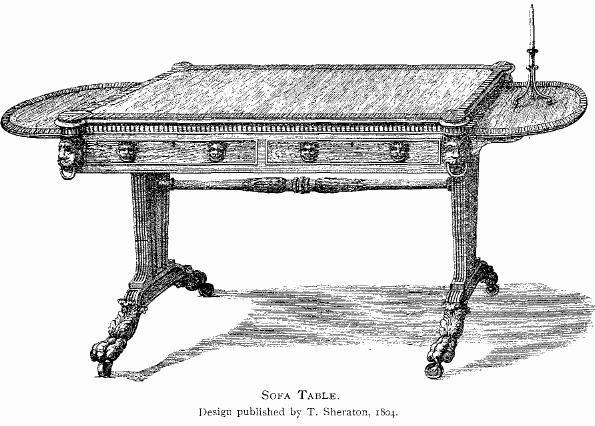
Entwurf eines Pembroketischchens von Thomas Sheraton, 1804

Ein Pembroketischchen ist ein kleiner tragbarer und klappbarer Tisch.
Pembroketischchen haben meist halbrunde Seitenklappen, die von klappbaren Stützkonsolen getragen werden. Unter der Tischplatte befinden sich eine oder zwei Schubladen. Die Tischform wurde um 1750 entwickelt und kam in Mode, als sie im frühen 19. Jahrhundert vom englischen Möbeldesigner Thomas Sheraton aufgegriffen wurde.